# Meingote
Die Meingote waren ein bedeutendes Ministerialengeschlecht im Dienst des Erzbistums Mainz im 12. und beginnenden 13. Jahrhundert. Nach dem Bau ihrer Burg in Weisenau (mittelhochdeutsch Wizenowe), direkt vor den Toren des mittelalterlichen Mainz, nannten sie sich von Wizenowe. Das Geschlecht starb 1215 im Mannesstamm aus beziehungsweise ging mit seinen Besitztümern durch Einheirat in das Geschlecht derer von Bolanden über.
Bedeutendster Vertreter der Meingote war der Mainzer Erzbischof Christian II. von Bolanden (eigentlich Christian von Weisenau, 1249–1251), Bruder Embrichos des V. von Weisenau, und Dudo von Weisenau, Erbauer der Burg Weisenau.

## Herkunft und Werdegang
Die Meingote waren im Rheingau sowie in und bei Mainz begütert. Ursprünglich einfache Ministeriale im bischöflichen Dienst, konnten sie sich im Laufe des 12. Jahrhunderts zunehmend wichtige städtische Ämter wie das des Vizedoms oder des Stadtkämmerers sichern.

## Meingot der Ältere und Burchard
Meingot der Ältere (auch: Meingot I.) war zu verschiedenen Zeiten Vizedom und Stadtkämmerer der Stadt Mainz. In diesen Eigenschaften ist er mehrfach in Urkunden bezeugt, so beispielsweise 1133 und 1135. 1145 und nochmals 1152 wird er in Urkunden als Vizedom erwähnt. Er war einer der größten Widersacher von Arnold von Selenhofen, der ebenfalls aus einem Mainzer Ministerialengeschlecht stammend, mit ihm anfangs um Ämter, Besitztümer und Einfluss konkurrierte. So löste ihn beispielsweise Arnold selbst 1139 als Stadtkämmerer ab. Nachdem er 1153 zum Erzbischof ernannt wurde, besetzte er wichtige Ämter des Erzstifts, die Mitglieder der Meingote innehatten, durch eigene Verwandte. Meingot selbst musste 1155 das Amt des Vizedoms an Helferich, einen Bruder des Arnold von Selenhofen, abtreten. 1155 war Meingot als Führer einer Gruppe unzufriedener Ministeriale an Auseinandersetzungen mit Arnold von Selenhofen beteiligt. Meingot verlor dadurch Güter und Einfluss, söhnte sich aber kurz danach unter Zurückerhaltung seiner Güter wieder mit Arnold aus. Bis zu seinem Tod um 1156 oder kurz danach trat Meingot nicht mehr als Gegner des Erzbischofs auf. Dies war zwei seiner Söhne und seinem Bruder Burchard vorbehalten.
Meingots Bruder Burchard war von 1144 bis 1193 Propst an dem einflussreichen Chorherrenstift St. Peter und Paul in Jechaburg in Thüringen und an St. Peter in Mainz. Auch Burchard stand in Gegnerschaft zu Arnold und vertrat, zusammen mit Gottfried, dem Abt des Mainzer St. Jakobskloster, die Arnold feindlich gesinnten Kleriker in Mainz. Obwohl von Arnold vor dessen Italienreise 1158 mit der Statthalterschaft des westlichen Teils des Erzstifts Mainz betraut, war er führend an den in Abwesenheit des Erzbischofs ausbrechenden Unruhen beteiligt. Als in Arnold Ende 1158 nach seiner Rückkehr aus Italien aus der Stadt verbannte, war Burchard trotzdem in der folgenden Zeit führend an Unruhen und Aufständen gegen den Erzbischof beteiligt. Mit seinen Neffen Meingot (dem Jüngeren) und Dudo war er einer der Hauptanführer des Mainzer Aufstands 1160, der zur Ermordung Arnold von Selenhofens führen sollte. Offenbar verfügte Burchard aber über gute Beziehungen zu Kaiser Friedrich I. Barbarossa oder zu dessen Umfeld. Seine Beteiligung an dem Aufstand und der Ermordung des Erzbischofs führte zu keiner bekannten Bestrafung. Wie andere Rädelsführer der Unruhen auch, wird Burchard ohne Unterbrechung in der Zeit nach 1160 als Zeuge bei erzbischöflichen Urkunden benannt und belegte noch 1197 das Amt des geistlichen Kämmeres. Unter Arnolds Nachfolger, Christian I. von Buch, der sich aufgrund seiner Tätigkeit als Reichserzkanzler von Friedrich I. Barbarossa nur wenig in seinem Erzbistum Mainz aufhielt, war er sogar dessen offizieller Statthalter in Mainz.
Ein zweiter Bruder Meingots, Dudo, wird lediglich als Zeuge bei der Pergamentausfertigung des Adalbertprivilegs 1135 genannt und dort als Bruder von Meingot dem Stadtkämmerer aufgeführt.

## Dudo, Embricho und Meingot der Jüngere
Die Söhne von Meingot dem Älteren waren Meingot der Jüngere, Dudo und Embricho. Dudo wird 1145 urkundlich als Bruder von Meingot genannt und 1147 als Schultheiß (centurio) im erzbischöflichen Dienst erwähnt.
Meingot und Embricho waren zusammen mit ihrem Onkel Burchard Anführer der Revolte von Mainzer Ministerialen, Kleriker und Bürger gegen ihren Erzbischof Arnold von Selenhofen im Jahr 1160. Dabei wurde dieser im St. Jakobskloster auf dem Jakobsberg vor der Stadt (heutige Zitadelle) getötet. Meingot soll der Überlieferung nach selbst Dudo, den Bruder des Erzbischofs, erschlagen haben. Als einzige Vertreter der ministerialen Partei wurden Meingot und Embricho in Folge geächtet und finden sich seitdem auch nicht mehr als Zeugen in erzbischöflichen Urkunden. Eine weitere Maßnahme war auch die Entfernung von Zeugennamen der Meingote aus bereits ausgestellten Urkunden. So wurde beispielsweise aus der Urkunde des Adalbertprivilegs von 1135 der Name des Stadtkämmerers Meingot (des Älteren) sowie seines Bruders Dudo entfernt. In der in die bronzenen Domtüren des Willigis eingravierten Fassung des Privilegs sind sie allerdings nach wie vor zu finden.

## Dudo von Weisenau
Ob Dudo, Erbauer der Burg Weisenau und später als Dudo von Weisenau bezeichnet, mit dem Bruder Meingots des Älteren, dem dritten Sohn Meingots des Älteren identisch ist oder sogar erst der nächsten Generation der Meingote zugehörig ist, kann nicht eindeutig geklärt werden. Er war der Sohn von Dudo und Gisela und hatte ebenfalls einen Bruder namens Meingot. Diesem folgte er im Amt des Stadtkämmerers nach und ist in dem Zeitraum 1162 bis 1197 urkundlich bezeugt.
Unter Dudo erreichte die Machtfülle des Geschlechts der Meingote ihren vorläufigen Höhepunkt. Er konnte irgendwann in dem Zeitraum zwischen 1153 und 1183 eine eigene Burg in seiner Vogtei Weisenau erbauen. Nach der Erbauung musste Dudo die Burg allerdings dem Kaiser zum Lehen antragen, obwohl diese im Machtbereich und auf Boden des Mainzer Erzbischofs lag. Damit dehnte Kaiser Friedrich I. seinen eigenen Machtbereich bis direkt vor die Tore von Mainz aus und Dudo erwirkte möglicherweise für sich und sein Geschlecht die Gnade des Kaisers nach den Vorgängen von 1160 (Werner II. von Bolanden, der später Guda von Weisenau heiratete, hatte als ständiger Begleiter im Gefolge des Kaisers durchaus Einfluss und war möglicherweise auch in dieser Angelegenheit beteiligt). Der Mainzer Erzbischof Konrad von Wittelsbach konnte aber später vom Kaiser die Rückgabe der Burg an den noch lebenden Dudo durchsetzen.
Dudo hatte zwei Söhne, Embricho V. und Christian von Weisenau. Letzterer wurde 1249 unter dem Namen Christian II. von Bolanden Erzbischof von Mainz, hatte das Amt allerdings nur bis 1251 inne und trat dann freiwillig zurück. Guda, die später Werner II. von Bolanden und damit in das Adelsgeschlecht der Bolander einheiratete, war entweder eine Schwester oder eine Tochter Dudos. Da Embricho ohne männlichen Nachfolger starb und Christian als Kleriker das Geschlecht nicht weiterführen konnte, starben die Meingote beziehungsweise die von Weisenau bereits 1215 mit dem Tod Embrichos des V. von Weisenau im Mannesstamm aus. Über Guda gingen die Titel und Besitztümer der Meingote/von Weisenau nun an die Linie Bolanden über, die damit ihren Machtbereich deutlich ausdehnen konnten.